# Sandra Shine
Pour les articles homonymes, voir Shine.
Sandra Shine, de son vrai nom Judit Barbara Diós, née le 9 septembre 1981 à Budapest, est une réalisatrice de films pornographiques, ancienne actrice pornographique et mannequin hongroise.

## Biographie
Judit a d'abord été mannequin à l'âge de 15 ans, puis a posé nue pour des magazines érotiques. En 2001, elle paraît dans le magazine Penthouse (Pet of the Month du mois de février) sous le nom de Judith Devine et commence sa carrière pour laquelle elle adopte le pseudonyme principal de Sandra Shine. Devenue très célèbre, elle fut à nouveau Pet of the Month de Penthouse en août 2003. Elle tourna à partir de 2004 de nombreux films lesbiens avec Viv Thomas.

## Filmographie sélective
- 2001 : Barely Legal 17
- 2002 : A hídember
- 2002 : ALS Video #36: Budapest Shoot - Part 1
- 2002 : Hot Showers 2
- 2002 : 18 salopes à enculer
- 2002 : Legal Skin 5
- 2002 : Private: 24 Karat
- 2003 : 100% Strap-on
- 2003 : Anal Addicts 11
- 2003 : Campus Confessions 7
- 2003 : Dirty Girlz 2
- 2003 : Girl + Girl No. 1
- 2003 : Girls on Girls
- 2003 : Leg Affair 1
- 2003 : No Man's Land 39
- 2003 : North Pole #39
- 2003 : Private Reality No. 13: Explosive Women
- 2003 : Pussy Foot'n 6
- 2003 : The Best by Private 49: I Want to Fuck You... in the Kitchen
- 2003 : The Best by Private 50: Lesbian Games
- 2004 : Penthouse: Labor of Lust
- 2004 : Hot Legs & Feet
- 2004 : Six Days with Vera: Volume One
- 2004 : Private Platinum: The Best Scenes of 2003
- 2004 : Alien Love Fantasy
- 2004 : At Your Service
- 2004 : Bubblegirls: Sandra Shine
- 2004 : Bubblegirls: Sandra Shine & Ginger
- 2004 : Bubblegirls: Sandra Shine & May
- 2004 : Bubblegirls: Sandra Shine Plays Alone
- 2004 : Bubblegirls: Sandra Shine & Sandy
- 2004 : Finger Licking Good
- 2004 : Football Fantasies
- 2004 : Girls on Girls 2
- 2004 : Ladies in Lust
- 2004 : LesBabez
- 2004 : LesBabez III
- 2004 : LesBabez IV
- 2004 : Protection très rapprochée
- 2004 : Sandy's Girls 2
- 2004 : Sex Ambassador
- 2004 : Teagan Erotique
- 2005 : Best of 21Sextury 2005
- 2005 : 8 mm 2 : Perversions fatales : Cilla
- 2005 : Lesglam Two
- 2005 : Every Man's Fantasy 2
- 2005 : Lesglam One
- 2005 : All About Eve
- 2005 : Posh Kitten
- 2005 : Sophie's Wet Dreams (série télévisée)
- 2005 : Butterfly
- 2005 : Mayfair: The Private Practice
- 2005 : The Art of Kissing
- 2005 : The Return of Sandy
- 2005 : Pink Velvet 3: A Lesbian Odyssey
- 2005 : Viv's Dream Team
- 2005 : Our Movie by Sophie & Stella
- 2005 : Sticky Fingers
- 2005 : Sandy: Agent Provocateur (série télévisée)
- 2005 : Age of Amazons, Episode I: The Sids
- 2005 : Bluelight
- 2005 : Bodies in Motion
- 2005 : DarkSide
- 2005 : De-Briefed
- 2005 : Hotel Bliss
- 2005 : In the Crack 068: Sandra Shine
- 2005 : Intoxicated
- 2005 : Lady Lust 2
- 2005 : Leg Action 2
- 2005 : Lip's Toes and Hose
- 2005 : Russian Institute: Lesson 1
- 2005 : Russian Institute: Lesson 3
- 2005 : Strap It On
- 2005 : The Best by Private 67: Private 40th Anniversary, the Ultimate Anthology Set 1965-2005
- 2005 : Three's Cumpany
- 2006 : The Platinum Collection: UK vs Europe
- 2006 : Interview with a Sex Maniac
- 2006 : Naughtiness
- 2006 : Golden High Heels 2
- 2006 : Flowers of Love #1
- 2006 : McKenzie Made
- 2006 : Art of Love
- 2006 : Age of Amazons, Episode II: Ancients Land
- 2006 : ALS DVD #87: Sandra Shine Shoot 2
- 2006 : Club DVD 1
- 2006 : Deeper 3
- 2006 : Hot Cherry Pies 3
- 2006 : Marvelous
- 2006 : Stripper Fights
- 2007 : Girl on Girl 3
- 2007 : Sex with Eve Angel
- 2007 : Give Me Pink 2
- 2007 : My Space 3: Bound
- 2007 : No Man's Land: Girls in Love
- 2007 : Pink on Pink
- 2007 : Young, Hot & Bothered
- 2009 : Lesbian Encounters
- 2009 : Sex with Sandra Shine
- 2010 : Young and Curious 1
- 2010 : Young and Curious 2
- 2010 : Young and Curious 3
- 2010 : Budapest 1
- 2010 : Budapest 2
- 2011 : Young and Curious 4
- 2011 : I Dream of Jo
- 2011 : Strike Back (série télévisée)
- 2011 : Simply Shine
- 2011 : The Story of She
- 2011 : Budapest 4
- 2011 : Budapest 5
- 2011 : Budapest 6
- 2011 : Budapest 7
- 2012 : All Over My Ass
- 2012 : Simply the Best: Viv's Legends Reunite
- 2012 : Hot Wet Lesbians
- 2012 : Budapest 9
- 2012 : Budapest 10
- 2013 : Lesbian Obsession